# معبد مهر
معبد مهر (بالفارسية: نیایشگاه مهر) هو معبد تاريخي يعود إلى عصر عصر ما قبل التاريخ، ويقع في مقاطعة مراغة.

## معرض الصور

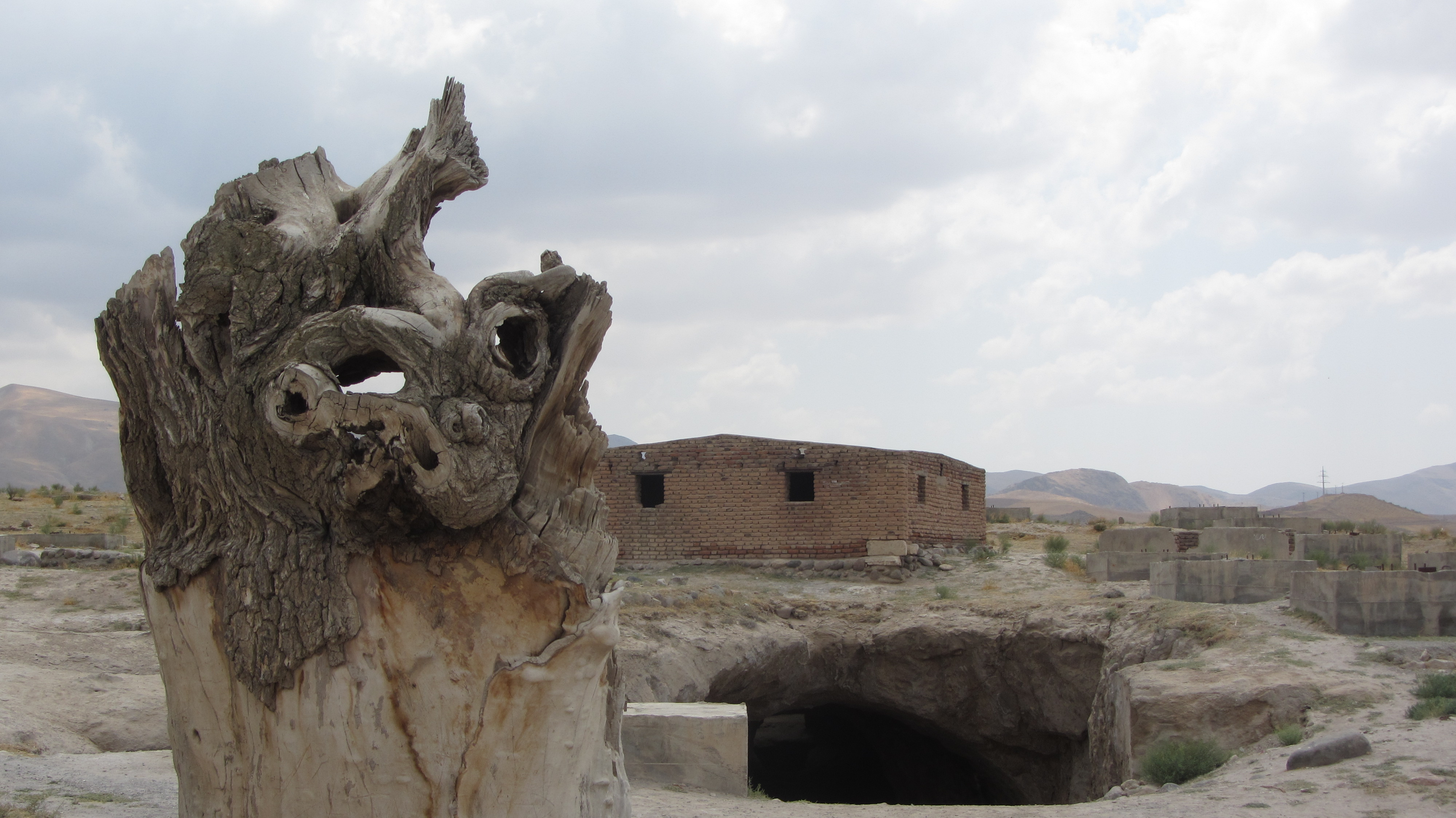
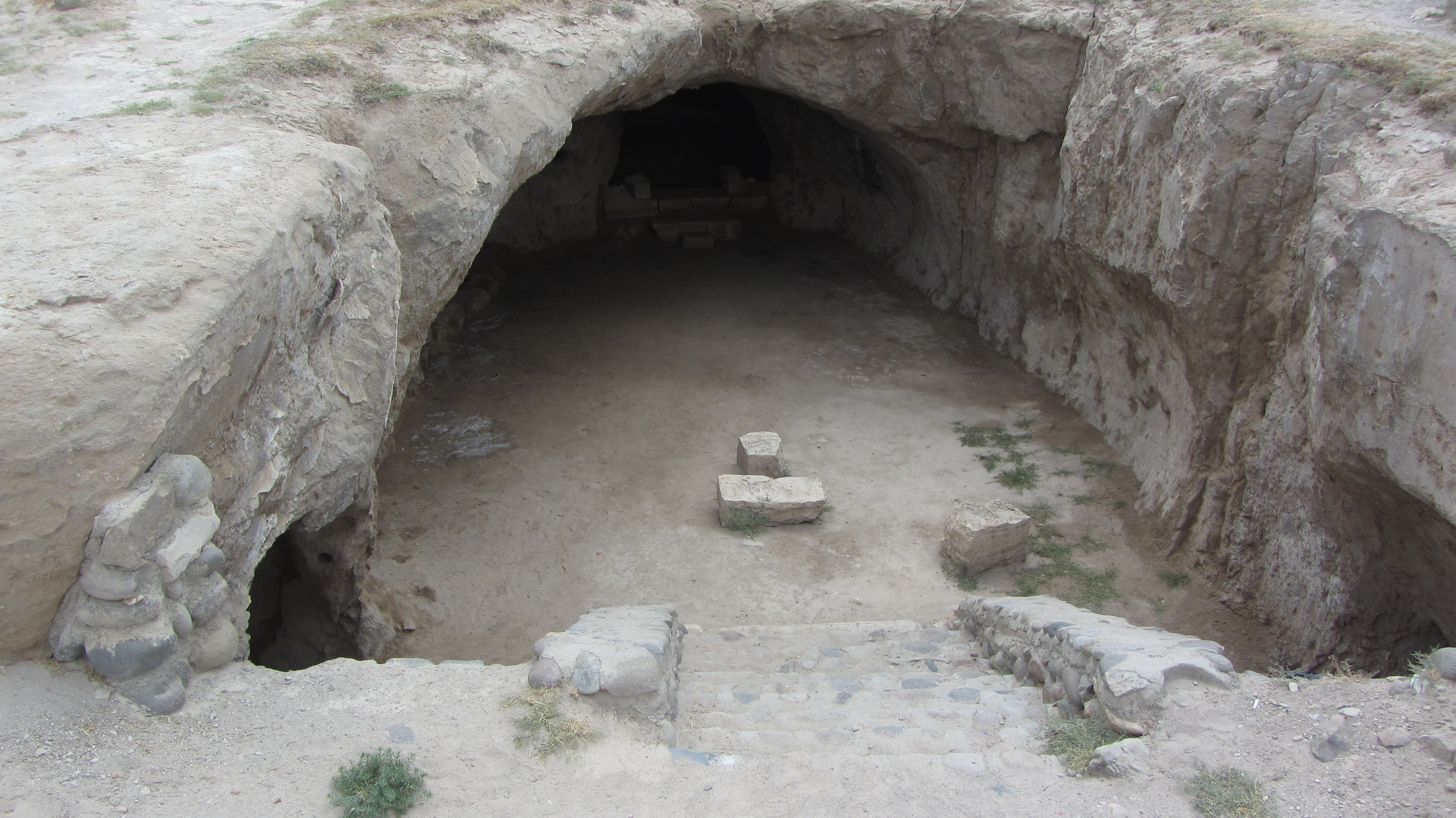
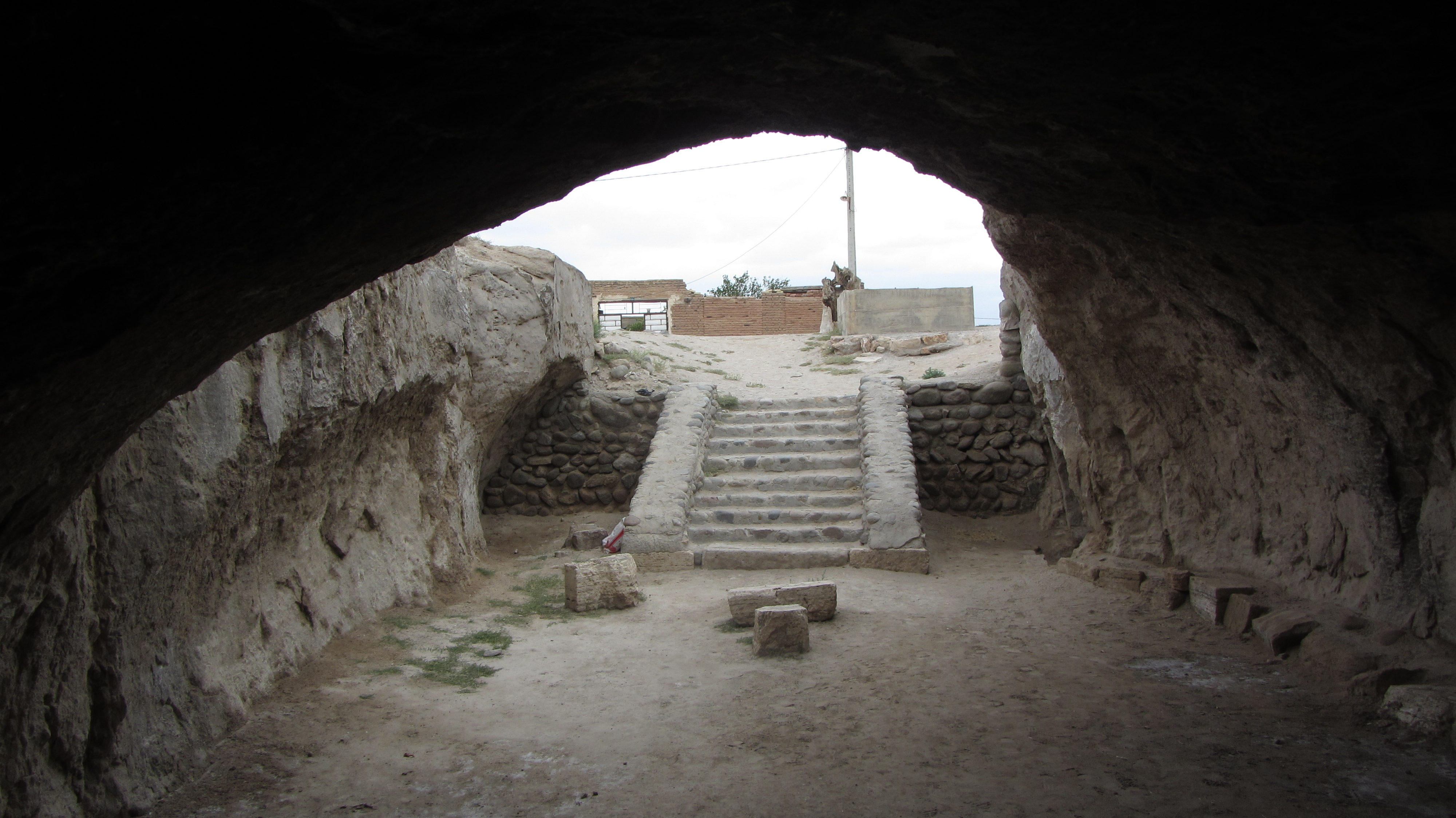
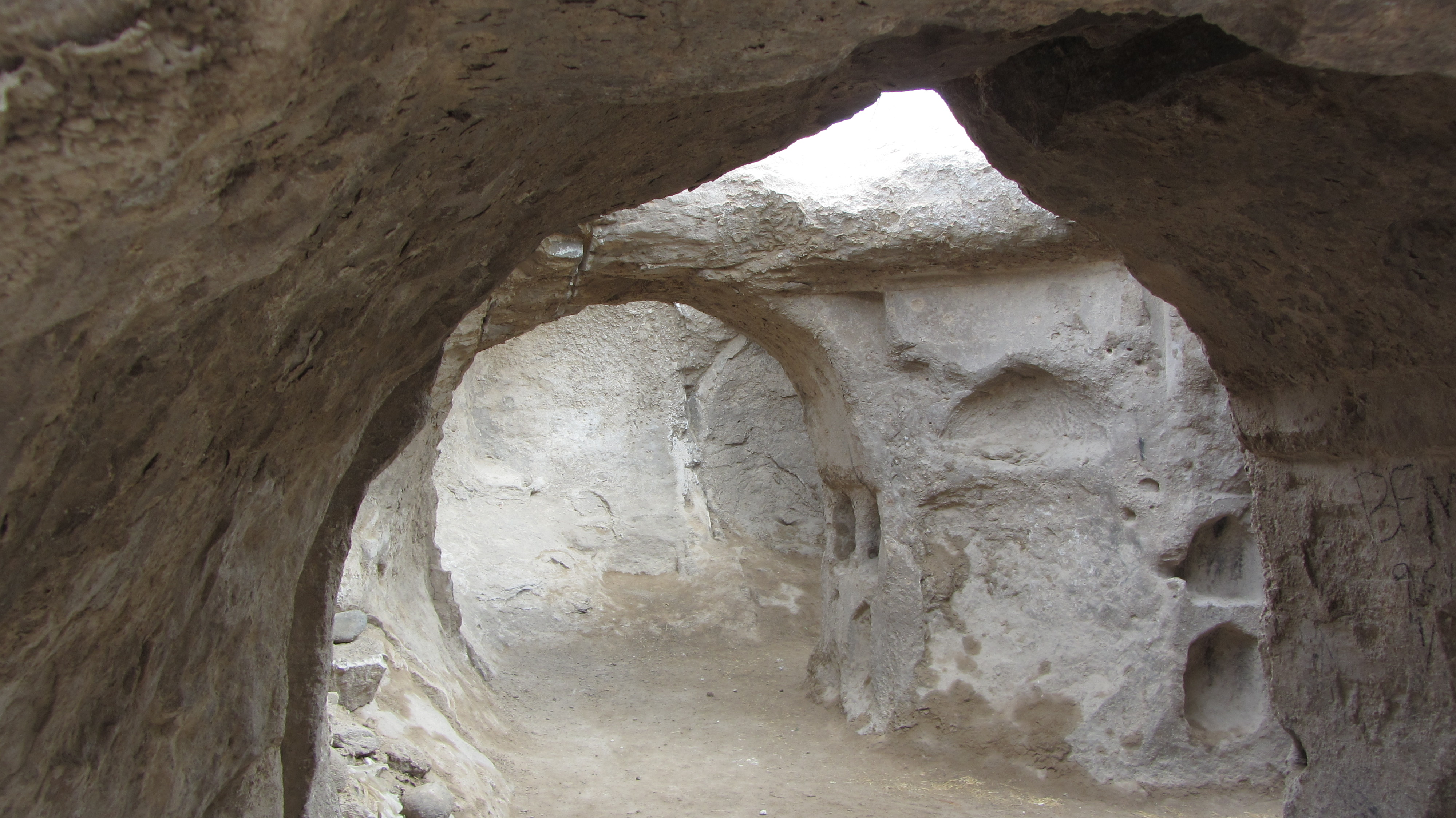
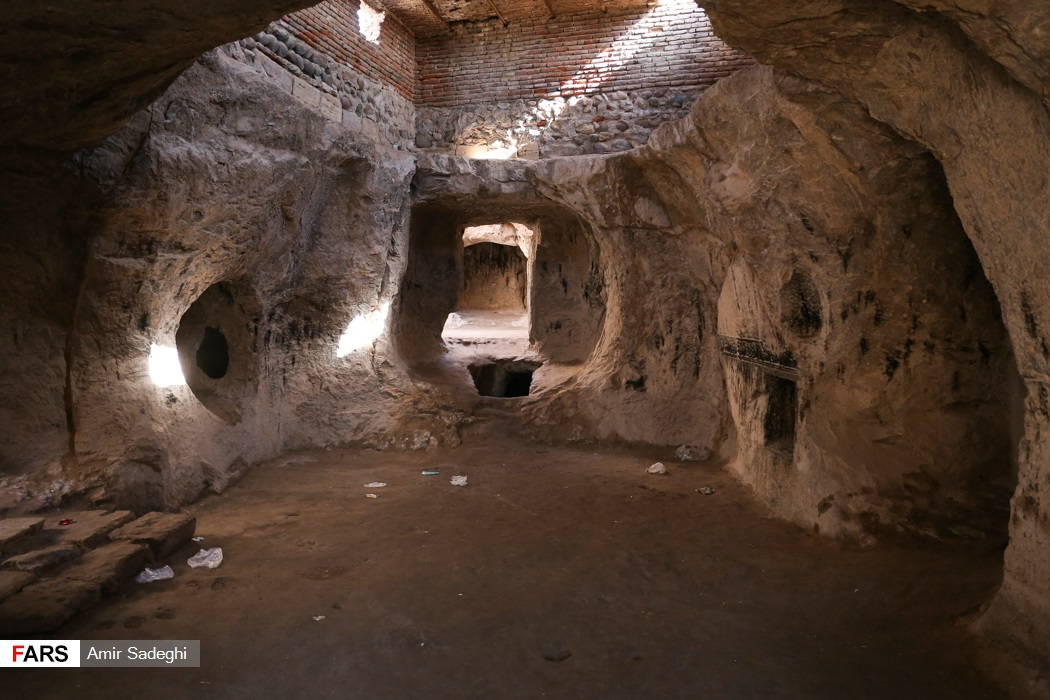
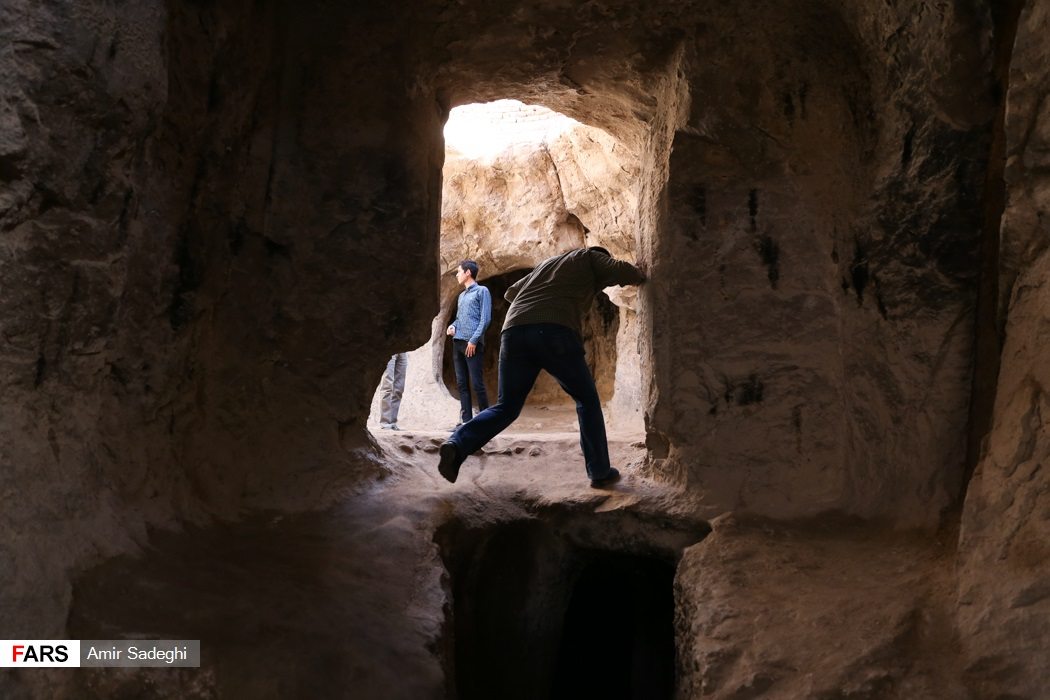
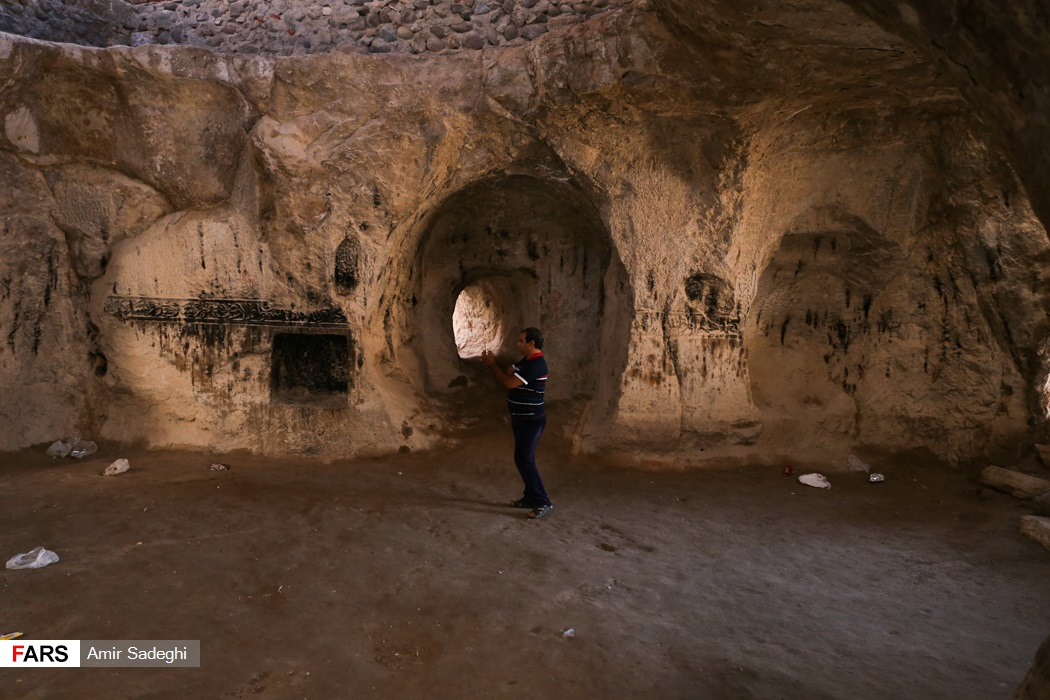
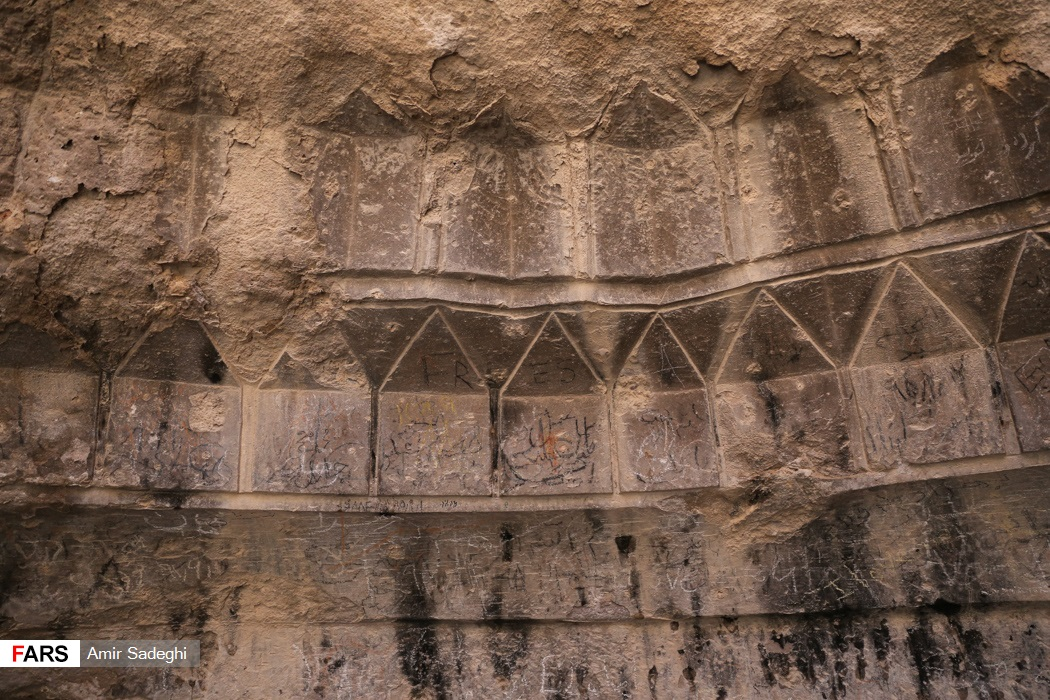
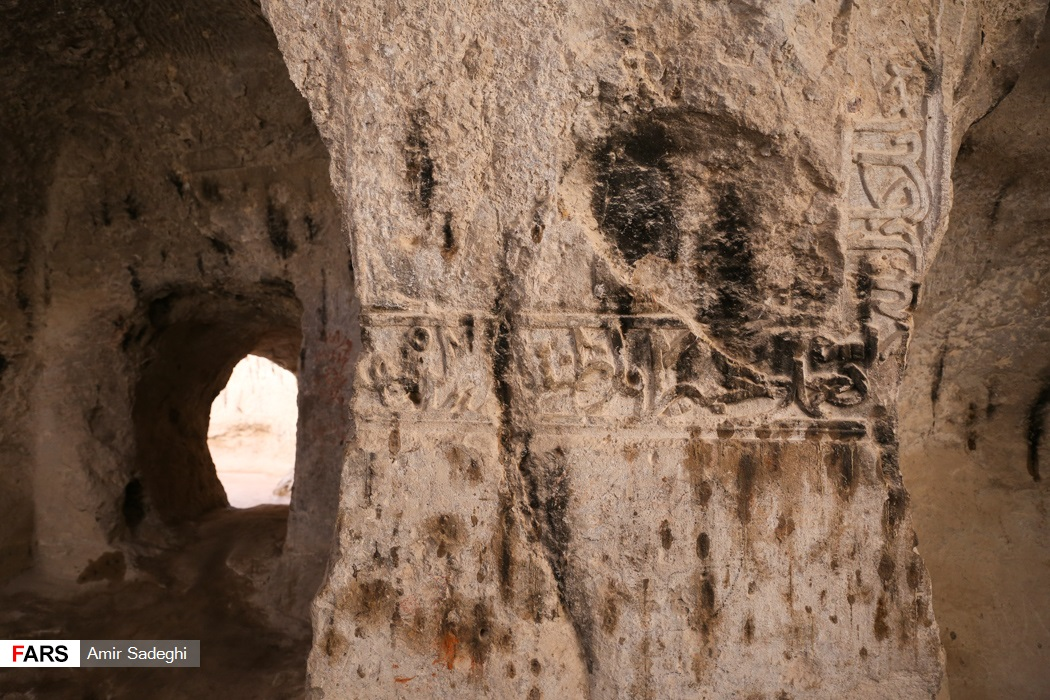
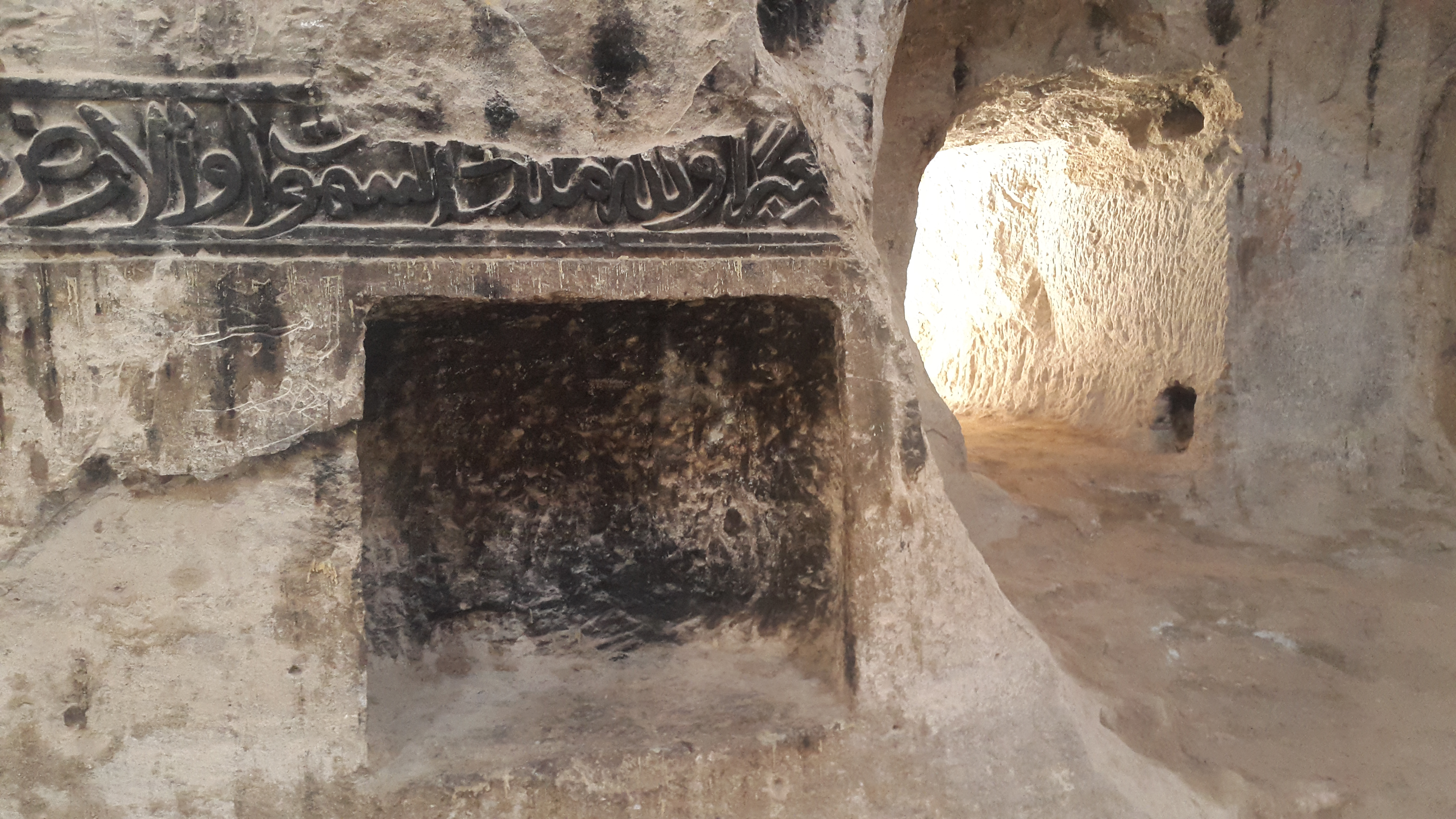
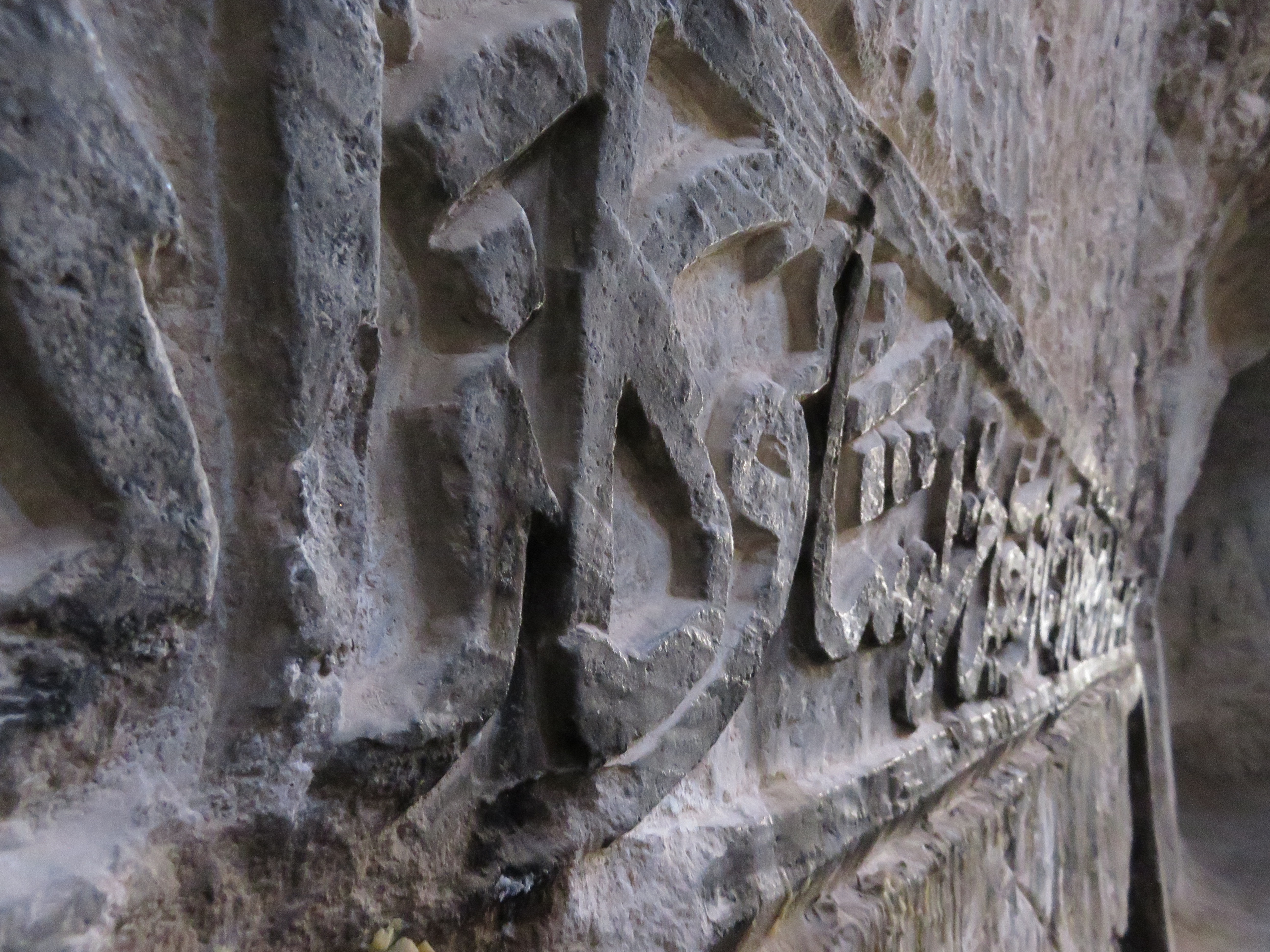